# Loi relative à la consommation
Cet article concerne la « loi Hamon » relative à la consommation. Pour la loi relative à l'économie sociale et solidaire, voir Loi relative à l'économie sociale et solidaire.
Lire en ligne

Loi n° 2014-344 du 17 mars 2014 relative à la consommation (1)

La loi no 2014-344 du 17 mars 2014 relative à la consommation, dite « loi Hamon » du nom de Benoît Hamon, alors ministre délégué à l'Économie sociale et solidaire et à la consommation, est un texte de loi français ayant pour objet de renforcer les droits des consommateurs.

## Principales dispositions
Le but a été de mettre en place des outils économiques pour « rééquilibrer les pouvoirs entre consommateurs et professionnels. » La mesure phare du texte est la mise en place dans le droit national d'une action de groupe au civil pour les consommateurs mais contient aussi des articles sur le renforcement de la Direction générale de la concurrence, de la consommation et de la répression des fraudes (DGCCRF), la lutte contre le surendettement ainsi qu'une traçabilité renforcée des produits agricoles et agroalimentaires,,. 
La loi comporte une multitude de dispositions sectorielles, comme la possibilité pour les consommateurs de résilier à la date de leur choix leur assurance habitation ou automobile, la possibilité de changer l’assurance de son crédit immobilier durant une période d’un an après la signature du prêt (s’il considère qu’une offre concurrente présentant les mêmes garanties est plus avantageuse). En cas de substitution d’assurance, aucuns frais ne peuvent être facturés par l’établissement prêteur. Ces dispositions renforcent les droits des consommateurs régis jusque-là par la loi Chatel en 2005.
La loi facilite la délivrance de lunettes par internet en créant l'obligation pour les ophtalmologues de mesurer et mentionner l'écart pupillaire. La loi crée le « fait maison » et étend le principe des indications géographiques jusqu'ici réservées aux produits alimentaires, aux produits artisanaux et manufacturés (par exemple la porcelaine de Limoges, le linge basque, etc). La loi oblige les parkings publics à proposer une tarification au quart d'heure à partir du 1er juillet 2015. Elle encadre le commerce électronique en maintenant le droit de rétractation à 14 jours. Elle crée Bloctel, une liste rouge pour le démarchage téléphonique. Elle étend la durée de la garantie obligatoire et gratuite de 6 mois à 2 ans pour les appareils électroménagers, téléviseurs, ordinateurs, etc.
La loi fixe à deux ans la durée minimale de garantie des objets. En outre, l’allongement de la garantie doit s’accompagner de l’affichage du prix d’usage, qui désigne « la valeur marchande associée à l’usage du service rendu par un bien meuble, et non à la propriété de ce bien ». Toutefois, le gouvernement a confié cette expérimentation au bon vouloir des industriels, sans la rendre obligatoire. En conséquence, cette disposition n'a eu que très peu d'écho.

## Vente liée
Lors de l'élaboration de la loi, Benoît Hamon s'est fermement opposé aux amendements contre la vente forcée de logiciels, allant à l'encontre des promesses du candidat François Hollande, ce qui est critiqué par la presse spécialisée et les associations du logiciel libre,,,,.